# Taximastinocerus nigricolor
Taximastinocerus nigricolor is een keversoort uit de familie Phengodidae. De wetenschappelijke naam van de soort is voor het eerst geldig gepubliceerd in 1988 door Wittmer.